# فین کارتر
فین کارتر (انگلیسی: Finn Carter؛ زادهٔ ۹ مارس ۱۹۶۰) یک بازیگر سینما، و هنرپیشه اهل ایالات متحده آمریکا است.